# ドナルド・トランプが使用する偽名

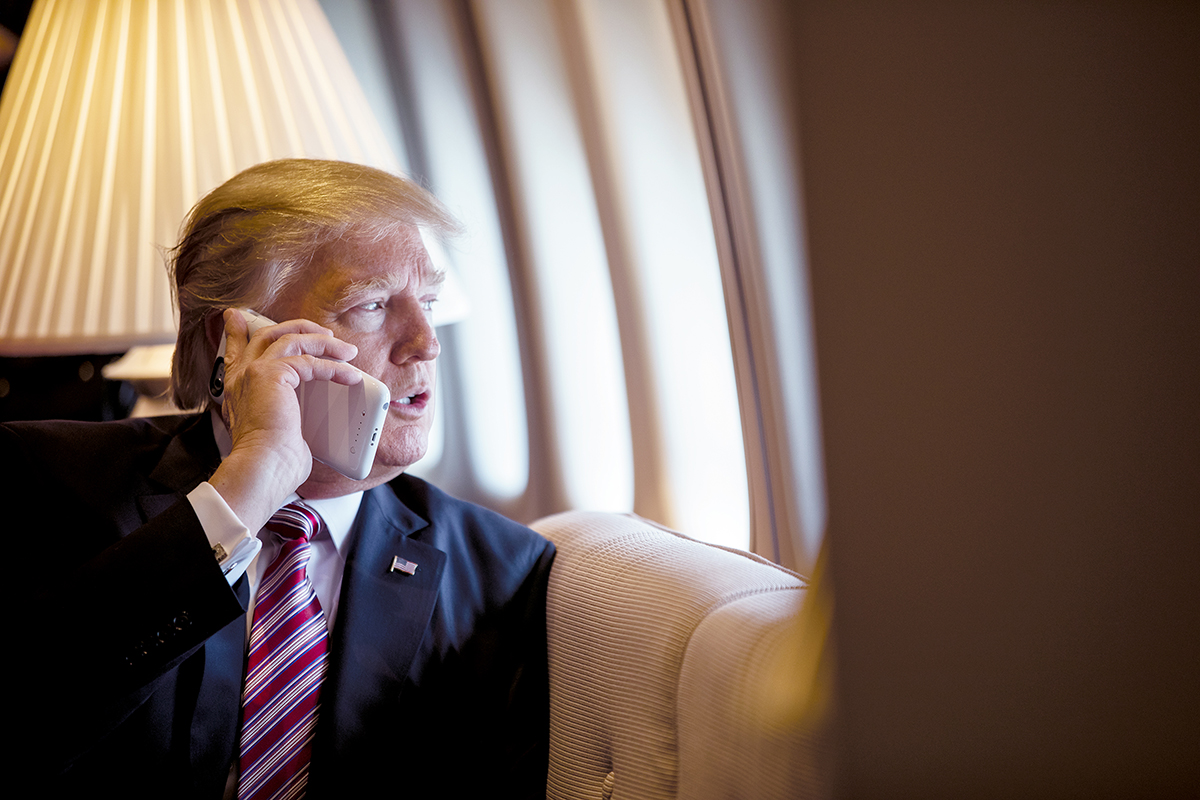
大統領時代のドナルド・トランプ（2017年）。トランプは1980年代から90年代にかけて電話取材時に偽名を使うことがあった。

この項目では、ドナルド・トランプが使用する偽名について解説する。
アメリカ合衆国の実業家、政治家であり、第45代アメリカ合衆国大統領のドナルド・トランプは、これまでに様々な偽名を使用してきた。例えばジョン・バロン（John Barron または John Baron）、ジョン・ミラー（John Miller）、デイヴィッド・デニソン（David Dennison）などである。トランプが時としてスポークスマンを装ってメディアに情報提供をすることは、トランプ・オーガナイゼーションとニューヨークのマスコミ界隈においては「公然の秘密」とも言われていた。ニューヨークのマスコミ関係者の中には「バロンからの電話は普段からあまりにも多くて、社会部の中では〔かかってくること自体が〕定番のジョークのネタになっていた」と回想している。フォーチュンのライターは、トランプの父フレッド・トランプもビジネスの場面でミスター・グリーンという偽名を使っていたと報じたことがある。

## "John Barron" (1980年代)
トランプが1980年代を通して使っていた偽名は「ジョン・バロン」（英: John Barron）だった。1980年の使用例が知られているうちで最初のもので、最後は1990年である。ワシントン・ポストによれば、この名前は「〔トランプが〕監視の目を向けられている時に頼りにしていた変名であり、タフなフロントマンが必要というよりも自分の名前を名乗らずに伝えたいメッセージがあるときに重宝していた」。バロンは、トランプのスポークスマンであるという触れ込みだった。
バロンの名が初めてメディアに登場するのは1980年5月7日の新聞記事である。トランプ・オーガナイゼーションがワールド・トレード・センターを1億ドルで購入する計画を進めている可能性があることを報じる記事であり、紙面には「同社の副社長であるジョン・バロン」による「私にはそんな話が進んでいるのかどうかはわからないが、可能性の１つではある」という談話が掲載された。1980年6月1日付のニューヨーク・タイムズの記事では、メトロポリタン美術館との約束をトランプが反古にしたことでも物議をかもした、老舗百貨店ボンウィット・テラー（後のトランプ・タワーの所在地）に設置されていたレリーフが建物の改修のため破壊された事件について、「バロン」がトランプを擁護している。この時は、偽名を名乗る副社長がトランプのスポークスマンとして3日間にわたり紙面に登場した。その後の10年間もトランプは折に触れては「バロン」として振る舞い続けた。1983年には、クリーブランド・インディアンスを買収しないとトランプは決断したと、「バロン」がマスコミに対して語っている。
1984年5月、トランプを長者番付の「フォーブス400」に掲載させるため、「バロン」は当時フォーブスの記者であったジョナサン・グリーンバーグに虚偽の情報提供を行った。「バロン」は「〔ドナルド・トランプの父フレッド・トランプの〕資産の大部分は〔ドナルド・〕トランプ氏の資産と一体になっている」と語っていた。2018年4月に、グリーンバーグは「バロン」とやりとりした当時の録音を発見してそれを公開するとともに「トランプは〔バロンという〕ソックパペットを通じて、フレッド・トランプの資産の『90パーセント超』は自分が保有している、と私に語った」と証言した。最終的にグリーンバーグはトランプをフォーブス400の最下位にあたる1億ドルの資産家としてトランプを掲載したが、この金額は「バロン」がトランプの純資産と主張した5億ドルの5分の一である。グリーンバーグによれば、当時のドナルド・トランプの資産額は5百万ドル以上であったことはなく、フォーブスの推計の5パーセント、「バロン」の主張の1パーセントに過ぎなかった。後に裁判記録からも明らかになったが、トランプは父フレッドが1999年に亡くなるまで父親の資産は一切所有していなかった、とグリーンバーグは証言し、フォーブスの記録を訂正した。また父の死後も、トランプが遺産として相続したのはあくまで彼に分与された分だけであり、彼のほかに3人いたフレッドの子と何人かの孫もまたベネフィシャリーとして相応の遺産を相続していた。

1984年にも「バロン」はマスコミに対してニューヨークにトランプ・キャッスルを建設する計画が頓挫したことを良いように捻じ曲げた風説を流している。1985年、USFL（当時NFLのライバルであったフットボールリーグ）でトランプがオーナーを務めるニュージャージー・ジラルズが高額な年俸の選手と契約交渉を進めていた際には、「バロン」が、他のUSFLのオーナーたちに対して年俸の「一部を肩代わり」するように迫る談話が紙面に掲載された。1985年4月には、「トランプ・オーガナイゼーションの副社長、ジョン・バロン」が、同社がアトランティックシティにある開業前のヒルトンホテルを買収する契約を結んだとメディアに発表している。

| John Barron     | Xの短文投稿より |
| @barronjohn1946 |                 |

             Hello I am brand new to Twitter, what are you guys up to
         

        Jan 8, 2021

トランプは、裁判でジョン・バロンが自分の偽名の１つであることを証言せざるを得なくなり、その後この偽名を使うことをやめた。ワシントン・ポストは、「裁判で『私がこの名前を使った場面もあると思う、と1990年に宣誓のもとで証言』していなければ、トランプはその後もジョン・バロンの偽名を使っていた可能性があることを示唆している。
2021年1月にトランプがプライベートで使っていたTwitterアカウントが永久凍結された直後、@barronjohn1946というユーザー名のアカウントがTwitterに登場した。このアカウントのプロフィール欄には、自己紹介ととして「ドナルド・トランプ以外」、場所は「ホワイトハウス以外」と登録されていた。トランプをからかうことが目的での登録とみられていたが、このアカウントには2021年1月9日の時点で15万を超えるフォロワーがつき、最初のツイートには83万6千以上の「いいね」がついた。

## "John Miller" (1991年)
1991年、ピープルの記者がトランプにイヴァナ・トランプとの結婚生活の破綻と当時噂のあった女性たちについてインタビューを申し込んだところ、「ジョン・ミラー」（英: John Miller）と名乗る広報担当者から電話がかかってきた。「ミラー」は長時間のインタビューに応じて、トランプの夫婦関係（「彼は素晴らしい人間だ、誰かを傷つけたりはしない…。妻にもよくしているし…、マーラのことも大事にするだろう」）や女性にとっての魅力、その富について語った。「ミラー」とトランプが驚くほど似ていると考えた記者が、トランプを知る複数の人間に取材テープを聞かせると、皆から彼がトランプであるという同意が得られた。後にトランプはこの記者に「冗談がおかしな方向にいった」と語ったという。またトランプはピープルの取材に対してジョン・ミラーの名前で「〔マドンナ〕のほうから電話をかけてきて彼とデートしたがったのは間違いない」と語ったことについても否定している。
2016年にワシントンポストは取材テープのコピーを入手し、それが偽名を使っているトランプだという記事を掲載した。一方、トランプは「電話の声は私ではない」という声明を出した。後にある記者がトランプに電話で、ジョン・ミラーというスポークスマンを雇ったことがあるかと尋ねると、電話が切れた。

## "Carolin Gallego" (1992年)
1992年にニューヨーク・マガジンへ届いた「キャロライン・ガレゴ」（英: Carolin Gallego）と署名された手紙は、ジュリー・バウムゴールドによる記事へ反論する内容だった。この手紙の送り主は「彼の秘書として」自分はトランプが敬意をもって女性と接していることを知っている、と主張していた。このときの文章は雑誌ワシントニアンの2017年の記事によって再び脚光を浴びることになる。この記事は、トランプのスピーチで同じ言葉が繰り返される時とよく似たパターンが手紙の最後の行に現れていることに注目していた。手紙の最後の行はこう綴られていた。「私には信じられない。女性から一目見たい、会いたい、デートがしたいという電話が彼以上にかかってくる男性がアメリカにいるなんて。最高に美しい女性たち、成功をおさめている女性たち、つまりあらゆる女性はドナルド・トランプのことを愛している」。ワシントニアンの記事では、キャロライン・ガレゴという女性がトランプの秘書として勤務していた記録を見つけることはできず、トランプ自身がこの手紙を書いたということも全くありえないわけではない、としている。

## "David Dennison" (2016)
2016年にトランプの顧問弁護士だったマイケル・コーエンとポルノ女優のストーミー・ダニエルズが大統領選挙前に交わした秘密保持契約では「デイヴィッド・デニソン」（英: David Dennison）がトランプの仮名として使われている。この契約は、トランプと2006年に不倫関係にあった、というストーミー・ダニエルズ（本名はステファニー・グレゴリー・クリフォードで、契約書ではペギー・ピーターソンという名があてられている）の申し立てが背景にある。契約書では、キース・デイヴィッドソンという人間がストーミーの法定代理人になっていたが、その後ダニエルズの代理人になったマイケル・アヴェナッティは、このディヴィッドソンはトランプとコーエン側とのダブル・エージェントだったと主張している。
やはり2016年の大統領選挙前にプレイボーイのプレイメイトであったシェラ・ベチャードが交わした、不倫について沈黙するかわりに金銭を支払われる契約書には、同じ「デニソン」の名が登場する。この書類によれば、「ピーターソン」は「デニソン」との間の不倫関係からやがて妊娠し、結果として堕胎をしたとされている。この契約書のドラフトはトランプの顧問弁護士だったコーエンが作成しており、ベチャードの代理人も、ストーミー・ダニエルズの代理人としてトランプ側と交渉を行っていたキース・デイヴィッドソンだった。
ベチャードのケースでは、複数の情報筋が「デニソン」は共和党のファンドレイザー、エリオット・ブロイディだとしており、ブロイディも曖昧な言葉づかいではありながら「関係」（どういった関係性なのかは具体的にされなかった）はあったと認め、また彼女の妊娠を知った後で160万ドルを彼女に支払っている。ブロイディの声明には、彼が本当にベチャードを妊娠させたのだととれる言葉はみ見当たらない。そのため法学者やコラムニストには、ベチャードと本当に不倫したのはドナルド・トランプなのではないかと推測する者もいる。

## 社会への浸透
カートゥーン作家のルーベン・ボリングはコミック作品『Donald and John: A Boy and His Imaginary Publicist』の中で、折に触れてトランプがジョン・バロンという偽名を使っていたことをネタにしている。この作品は、空想豊かな少年の日常を描いた『カルビンとホッブス』へのオマージュとして描かれている。
CBS All Accessで放送された『グッド・ファイト』のシーズン3、エピソード5には、ウォールストリートジャーナルにジョン・バロンの名を騙って電話をかける人物が登場する。この場面の直後には、トランプが別名を使っていたことが皮肉るジョナサン・コルトンの挿入歌とスティーブ・エンジェルによるアニメーションが流された。
ドン・ウィンズロウの2019年の小説『ザ・ボーダー』には、トランプに似た「ジョン・デニスン」という名の大統領が登場する。